# 紀當奴
紀當奴（英語：Donald Gee；189l年—1966年）在1905 年威爾斯教會大復興時得救，原本是公理宗的牧師， 1912年透過浸信會的一個團契與五旬節派的人接觸時得著聖靈充滿，在聚會中說方言、唱靈歌(即以方言唱詩) ，並且在愛丁堡神召會作牧師。紀當奴堅持兩個原則：說方言及推行教會合一。由於紀當奴是第二波靈恩運動中一個廣受尊重的領袖，因此被稱為“五旬宗的君子”。

## 生平事奉
紀當奴一生擔任五旬節派教會許多要職，透過不斷持續的講道和撰寫無數書籍與文章，把五旬節運動推展到世界各地。他自己是愛丁堡神召會的牧師；1934～1944年擔任英國神召會總會的副主席，自1948年起擔任主席。自1947年起，為世界五旬節派總會（總部設於蘇黎世）委任為官方刊物《五旬節》（Pentecost）的主編，且是世界五旬節派總會惟一的當然委員，他同時是倫敦神召會聖經學院的院長（直到1964年）。在他帶領下的世界五旬節派總會，不斷透過行動向世界證明，"為什麼被聖靈充滿就必須說方言"的原因，因而招致當代許多批評。
紀當奴周遊世界各地，以講解聖經來推廣五旬節運動，不像其它五旬節派的環遊佈道家，只是以靈恩派方式來佈道。他最為人樂道的，是致力推行教會合一的工作，包括反對靈恩運動的人。另一方面，他力勸五旬節派領袖，要與其它教派的領袖合作，要欣賞別派的崇拜禮儀，和重視神學教育（這都是靈恩派在60年代較弱的環節），因而備受反對，特別是美國神召會。他認為教會四分五裂，是當今對社會最失敗的見證，而這種分裂不僅存於靈恩派與非靈恩派之間，就是各國的靈恩派之間，也像一盤散沙。
原來60年代的基要派（Fundamentalism）對普世基督教會協進會（World Council of Churches）推行的合一運動非常反感，這時候的靈恩派亦多看自己為基要派（到第三波時已不作如是看）。紀當奴便說︰「高談靈裡合一是超越我們一切宗派與意識形態的藩籬，自然是很動聽的，但這事實仍不能叫我們不致力尋找外在可見的交通」（Gee, Pentecost 6, 1948, p. 17）；所謂外在交通者，是包括承認別人的學術成果（指聖公會的神學），和他們沿用已久的崇拜禮儀，這也是60年代靈恩派最不能接受的。
紀當奴的朋友庇利斯（David J. Du Plessis）曾任世界五旬節派總會主席多年，也因推動教會合一工作，而被神召會革除交通（'disfellowshipped'）。紀當奴不僅精神上支持他，在1961年還以「我們真是那麼基要嗎？」一文，向反對合一的人質詢，成了靈恩運動史一篇重要的文獻︰「我們總有些時候要反躬自省，重新評估某些在安舒日子看為寶貴的事情；那時我們奢侈地沉迷在宗教糾紛及分裂中，我們以（施洗）約翰自居，把一切不肯在我們指定的地方簽名的人逐出教會。 
我們要別人『跟隨』我們，不是『為了』神的兒子。很多時候搜索異端，正是人離棄豐盛聖靈的標記。我們逼害別人，也受到別人的迫害，為什麼呢？全是那些不是頂重要的問題。我們卻告訴別人，是為了主而爭戰」（Gee, 'Are We Fundamental Enough? ', Pentecost 57, 1961, p. 17）。 

## 思想主張
紀當奴的作品以《有關屬靈恩賜》（Concerning Spiritual Gift, London, 1937）最受歡迎，被譯成多國文字，包括中文。紀當奴強調說方言是聖靈充滿的「第一印記」，是每一個信徒都需要追求得著的（D. Gee, 'Initial Evidence', in Redemption Tidings, 1st Dec. 1925），這思想亦成為靈恩運動史所謂第二波的記號。他作品極多，重要的不下23項，質素亦高，是情理兼備的優秀作品，廣泛論述五旬節派基督徒與社會、文化、政治，甚至禮儀的問題，他認為靈恩派需要在這些方面盡上責任；他亦提及共產主義的問題，認為即便是反對共產主義，也要提供另一可行的模式來。他要傳道人注意性倫理、家庭計畫，甚至主張在五旬節派內給予有需要的人精神治療，因為不是所有的問題都是屬靈問題。這樣廣闊的胸襟，就是在今天靈恩派領袖中亦是鮮見的。
無論是藉文章、講道、教書或行政工作，紀當奴均對靈恩派內部發出很多中肯的批評，他們若謙卑聆聽又改過的話，相信靈恩派的發展會更為迅速和健康；至少靈恩運動的第三波就不會重複昔日的錯誤。
1.不要沉醉于高言大智，他認為五旬節派一直喜歡用最輝煌的言語和詩歌來表達自己，是件危險的事，「已經到了叫人作嘔的地步」（Gee, Proverbs, pp. 9f.）。 
2.寫五旬節派領袖的傳記，或述說他們的事蹟時要忠實，不要作假誇大，不然那就成了「虛偽奉承最糟糕的例子」（Gee, Study Hour 9, 1950, p. 54）。這些虛假的故事，正是要為神召會主日學中流傳的錯誤觀念負責任。 
3.他毫不留情地批評年輕的靈恩派會友讀神學的動機，認為他們只是愛出風頭，希望做一個小會眾群體的領袖。他說這些人完成課程，就完全否定他們所由出的社會文化，結果對誰都沒有好處；「情況就像一個不會說基路部語（Kilubu）的人，卻想去剛果作宣教士一樣」（Gee, Study Hour 9, 1950, pp. 36f.）。 
4.他嚴責那些說讀神學沒有用處的人，指出這正是他們沒資格帶領教會的原因。他自己沒有受過正規神學教育，卻一生不停自修神學，臨終前的讀物是田立克（Tillich1165,Tillich, Paul）的《系統神學》（Hollenweger, The Pentecostals, p. 213）。 
5.他反對靈恩派講員不預備講章，托詞讓聖靈帶領。他曾在巴黎及倫敦舉行的世界五旬節派大會上責備傳道人，因為他們的講道太貧弱。他說講道像其它技能一樣，是需要不斷磨練才會進步的，而預備講章與聖靈帶領二者，是並行不悖的（Gee, Pentecost 46, 1958, p. 17）。 
6.他對靈恩派許多偏激行為常加糾正，要他們多用思想，不要走極端，防止迷信的言行，以為在五旬節去耶路撒冷，會有特別的靈恩降臨（1961年的五旬節）；又指出新約許多全心相信神會醫治的人，也得不到神醫，故不應過分推崇神醫的地位（Gee, Pentecost 20, 1952, p. 17; 55, 1961, p. 17; 36, 1956, p. 17等）。 
7.對靈恩派佈道方式，他亦有意見。他不贊成以神醫招徠，更反對「全備福音商人團契」的佈道方法，認為「這是高壓式的推銷伎倆，多於是神靈的引導」；把財富繁榮與屬靈祝福混淆，就是為五旬節派的恩典與祝福敲響了喪鐘（Gee, Pentecost 71, 1965，封面）。